# ديفيد غوتليب
ديفيد غوتليب (بالإنجليزية: David Gottlieb)‏ هو عالم نبات أمريكي، ولد في 1911، وتوفي في 1982.